# Ruta Provincial 72 (Buenos Aires)
La Ruta Provincial 72 es una carretera de 277 km de extensión ubicada en el sur del interior de la Provincia de Buenos Aires, Argentina.

## Localidades
- Partido de Necochea: Energía.
- Partido de San Cayetano: no hay localidades.
- Partido de Tres Arroyos: Orense, San Francisco de Bellocq, Lin Calel, Copetonas
- Partido de Coronel Dorrego: Oriente, Coronel Dorrego
- Partido de Coronel Pringles: Frapal
- Partido de Tornquist: Saldungaray. Sierra de la Ventana